# Заставецька сільська рада (Монастириський район)
Заставецька сільська́ ра́да — адміністративно-територіальна одиниця та орган місцевого самоврядування в Монастириському районі Тернопільської області. Адміністративний центр — село Заставці.

## Загальні відомості
- Територія ради: 2,533 км²
- Населення ради: 391 особа (станом на 2001 рік)
- Територією ради протікає річка Коропець

## Населені пункти
Сільській раді були підпорядковані населені пункти:
- с. Заставці

## Склад ради
Рада складалася з 12 депутатів та голови.
- Голова ради: Максимів Галина Миколаївна
- Секретар ради: Лупак Володимир Ярославович

### Керівний склад попередніх скликань
| Прізвище, ім'я, по батькові | Основні відомості                                                               | Дата обрання | Дата звільнення |
| --------------------------- | ------------------------------------------------------------------------------- | ------------ | --------------- |
| Петришин Ігор Григорович    | Сільський голова, 1960 року народження, безпартійний                            | 26.03.2006   | 31.10.2010      |
| Максимів Галина Миколаївна  | Сільський голова, 1970 року народження, освіта середня спеціальна, позапартійна | 31.10.2010   |                 |

Примітка: таблиця складена за даними сайту Верховної Ради України

### Депутати
За результатами місцевих виборів 2010 року депутатами ради стали:

#### За суб'єктами висування
| Суб'єкт висування | Кількість обраних депутатів | %   |
| ----------------- | --------------------------- | --- |
| Самовисування     | 12                          | 100 |

#### За округами
| № округу | Прізвище, ім'я, по батькові    | Дата визнання обраним | Освіта             | Партійна приналежність | Відомості про обраного депутата                                         |
| -------- | ------------------------------ | --------------------- | ------------------ | ---------------------- | ----------------------------------------------------------------------- |
| 1        | Запотоцька Тетяна Дмитрівна    | 04.11.2010            | середня спеціальна | позапартійна           | пенсіонер                                                               |
| 2        | Шпунт Петро Антонович          | 04.11.2010            | середня            | позапартійний          | пенсіонер                                                               |
| 3        | Пресняков Володимир Вікторович | 04.11.2010            | середня            | позапартійний          | тимчасово не працює                                                     |
| 4        | Михайлик Василь Михайлович     | 04.11.2010            | незакінчена вища   | позапартійний          | Тернопільський національний технічний університет ім. І. Пулюя, студент |
| 5        | Петришин Ігор Григорович       | 04.11.2010            | середня            | позапартійний          | Заставецька сільська рада, голова Заставецької сільської ради           |
| 6        | Калинович Надія Михайлівна     | 04.11.2010            | середня спеціальна | позапартійна           | Заставецька сільська рада, бухгалтер Заставецької сільської ради        |
| 7        | Максимів Іван Васильвич        | 04.11.2010            | середня            | позапартійний          | тимчасово не працює                                                     |
| 8        | Судін Іван Володимирович       | 04.11.2010            | середня            | позапартійний          | Коропецьке ПТУ-34, студент                                              |
| 9        | Шпунт Марія Іванівна           | 04.11.2010            | середня спеціальна | позапартійна           | Заставецька загальноосвітня школа І ст., техпрацівниця                  |
| 10       | Джиджора Богдан Олексійович    | 04.11.2010            | середня            | позапартійний          | пенсіонер                                                               |
| 11       | Шеремета Василь Михайлович     | 04.11.2010            | середня спеціальна | позапартійний          | Лазарівська загальноосвітня школа І-ІІ ст., вчитель                     |
| 12       | Лупак Володимир Ярославович    | 04.11.2010            | середня            | позапартійний          | Заставецька сільська рада, голова Заставецької сільської ради           |